# Гай Юний Серий Авгурин
Гай Ю́ний Се́рий Авгури́н (лат. Gaius Iunius Serius Augurinus; умер после 132 года) — древнеримский государственный и политический деятель, ординарный консул 132 года.

## Биография
О гражданско-политической карьере Авгурина известно только то, что в 132 году он занимал должность ординарного консула вместе с Гаем Требием Сергианом.
Его сыном был ординарный консул 156 года Гай Серий Авгурин.